# Großsteingräber bei Nieps
Die Großsteingräber bei Nieps waren zwei megalithische Grabanlagen der jungsteinzeitlichen Tiefstichkeramikkultur nahe der Wüstung Nieps auf dem heutigen Gebiet der Gemeinde Rohrberg im Altmarkkreis Salzwedel, Sachsen-Anhalt. Beide wurden im 19. Jahrhundert zerstört.

## Lage
Die beiden Gräber befanden sich nahe dem Niepser Acker in Richtung Ahlum. Sie lagen etwa 30 m voneinander entfernt.

## Forschungsgeschichte
Erstmals dokumentiert wurden die Anlagen in den 1830er Jahren durch Johann Friedrich Danneil. Bei einer erneuten Aufnahme der Großsteingräber der Altmark mussten Eduard Krause und Otto Schoetensack in den 1890er Jahren feststellen, dass beide Gräber in der Zwischenzeit im Zuge der Separation vollständig abgetragen worden waren.

## Beschreibung

### Grab 1
Bei Danneils Aufnahme besaß Grab 1 noch fünf Wandsteine. Decksteine waren nicht mehr vorhanden. Maßangaben liegen nicht vor.

### Grab 2
Grab 2 besaß nach Danneil eine gut erhaltene Grabkammer mit einer Länge von 10,7 m. Ein Deckstein war noch vorhanden. Das Grab besaß ursprünglich eine Umfassung, von der Danneil aber nur noch einen Stein ausmachen konnte.